# 대리초등학교
대리초등학교는 대한민국 전북특별자치도 임실군에 있는 공립 초등학교이다.

## 학교 연혁
- 1949. 4. 10 대리초등학교 개교
- 1982. 3. 20 대리초등학교 병설유치원 개원
- 1991. 11. 8 도지정 식생활개선 시범학교 공개
- 1998. 11. 13 군지정 과학교육 시범학교 공개
- 2001. 5. 24 대리초등학교 개축공사 준공
- 2002. 9. 12 유치원 놀이장 설치
- 2009. 3. 1 제18대 최호영 교장 취임
- 2011. 3. 1 전라북도 혁신학교 지정(2011.3.1~2015.2.28)
- 2014. 2. 14 제60회 졸업 15명(졸업생 1,770명)
- 2015. 2. 13 제61회 졸업 13명(졸업생 1,783명)
- 2015. 3. 2 제19대 송화미 교장 취임
- 2016. 2. 5 제62회 졸업 17명(졸업생 1800명)
- 2023. 12. 28 제70회 졸업 8명

## 참고 자료
- 대리초등학교 - 한국교육학술정보원 학교알리미